# 蟾擬油鯰
蟾擬油鯰，為輻鰭魚綱鯰形目擬油鯰科的其中一種，為熱帶淡水魚類，分布於南美洲馬拉開波湖至巴西東部淡水流域，體長可達24.5公分，棲息在底層水域，生活習性不明。

## 扩展阅读
維基物種上的相關：蟾擬油鯰